# 군종

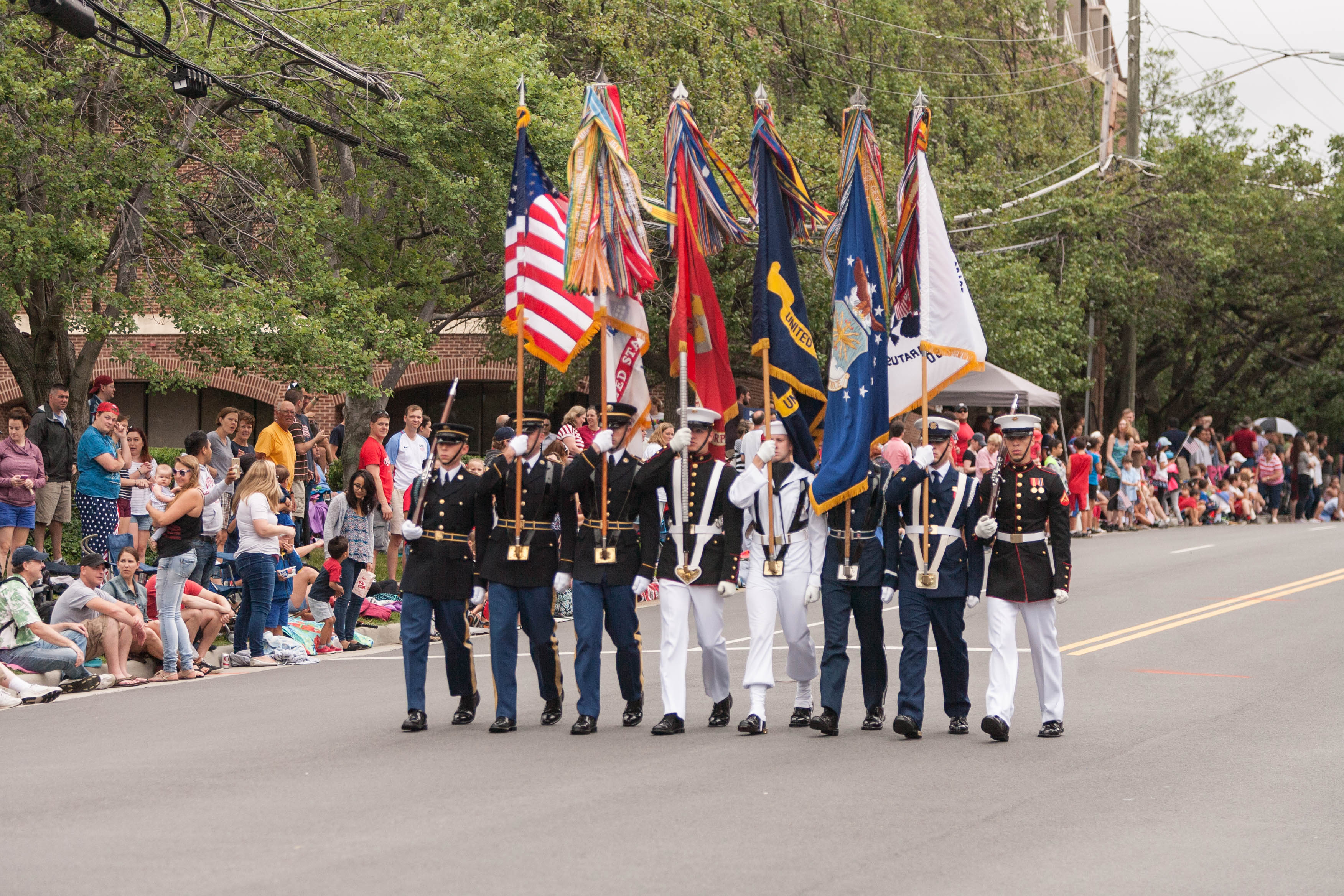
미군 합동군 색깔 기병대. 이 색깔 기병대는 미군의 6개 군종 중 5개 군종(육군, 해병대, 공군, 해군, 해안경비대)으로 구성되어 있다.

군종(軍種, 영어: military branch)은 공통된 기준에 따라 주권 국가 또는 국가의 무력의 하위 구분이다. 일반적으로 육군, 해군, 공군의 3군종으로 구성하는 국가가 많다.

## 군종의 종류
| 종류               | 역할                                 | 예시 (특이한 경우)                          |
| ------------------ | ------------------------------------ | ------------------------------------------- |
| 항공우주군         | 항공전 및 우주전                     | 프랑스 공군                                 |
| 공수부대           | 낙하산병 작전                        | 러시아 공수군                               |
| 방공군             | 대공전 및 미사일 방어                | 이집트 방공군                               |
| 공군               | 항공전                               |                                             |
| 육군               | 육전                                 |                                             |
| 국경경비대         | 국경 보안                            | 베트남 국경 경비대                          |
| 해안경비대         | 해상 보안                            | 미국 해안경비대                             |
| 지휘통제           | 수색정찰, 커뮤니케이션, 감시, 정보전 | 중국 인민해방군 정보지원군                  |
| 사이버군           | 사이버 전쟁                          | 디지털 및 정보국 (싱가포르)                 |
| 긴급 서비스        | 재난 구호 및 비상 관리               | 군사 비상사태 부대 (스페인)                 |
| 공병 서비스        | 군사공학                             | 건설 및 공병 부대 (몽골)                    |
| 국가 헌병          | 군 및 공공 경찰                      | 국가 헌병대 (프랑스)                        |
| 참모               | 지휘통제                             | 전략사령부 작전 (베네수엘라)                |
| 군수 서비스        | 군수                                 | 전력기반군 (독일)                           |
| 해병대             | 해군 지상군                          | 미국 해병대                                 |
| 의무 서비스        | 의무 서비스                          | 벨기에 의무 구성군                          |
| 군사경찰           | 군 법집행기관                        | 중화민국 헌병                               |
| 예비군             | 국가 예비 및 보조 서비스             | 리투아니아 국방 자원군                      |
| 해군               | 해전                                 |                                             |
| 전략 로켓군        | 지상 기반 전략 미사일 운용           | 중국 인민해방군 로켓군 (중국)               |
| 왕립/대통령 경호대 | 왕가/대통령 집무실 보호 및 의식 업무 | 사우디 왕립 경호대 / 공화국 수비대 (알제리) |
| 우주군             | 우주전                               | 미국 우주군                                 |
| 특수부대           | 특수작전                             | 폴란드 특수부대                             |
| 무인 시스템 부대   | 드론전                               | 무인 시스템 부대 (우크라이나)               |

### 통합군
캐나다군은 캐나다의 통합군이다. 캐나다 육군, 캐나다 왕립 해군, 캐나다 왕립 공군의 세 가지 별도의 사령부가 있지만, 단일 군사 서비스로 남아 있다.

### 나토 정의
군종(branch of service 또는 branch of military service 또는 branch of armed service)은 나토 표준에 따라 서비스, 군사 서비스 또는 무력 아래 수준의 서비스, 통합 부대 또는 서비스 일부의 부서, 활용을 나타낸다.

## 같이 보기
- 군사비 지출에 따른 나라 목록
- 군사 편제